# Église Saint-Jean-Nouveau de Porto
 (janvier 2023).
L'église Saint-Jean-Nouveau (portugais : Igreja de São João Novo) est une église de la ville de Porto, au Portugal. C'est un monument inscrit dans la ZEP (Zone de protection spéciale) du centre historique de Porto, Patrimoine culturel de l'humanité (UNESCO).

## Histoire
Ce temple était l'église conventuelle du couvent éteint des Frères Eremitas Calçados de Santo Agostinho (Gracianos) de São João Novo do Porto, un bâtiment imposant qui flanque l'église du côté est. Le couvent de São João Novo, dont le nom évoque São João de Sahagun ou São João Facundo (de Salamanque), a été fondé à la fin du XVIe siècle sur l'église de São João Baptista, qui avait été le siège de la paroisse disparue de São João de Belomonte.
Dans le contexte de l'établissement du libéralisme dans le pays, à la fin de la guerre civile portugaise (1828-1834), et à la suite de la publication du décret d'extinction des ordres religieux, signé par Pedro IV du Portugal en 1834, les frères augustins ont été contraints de quitter le couvent, dans lequel le tribunal pénal et correctionnel de Porto a ensuite été installé en 1863, où il fonctionne toujours aujourd'hui.
En face de l'église, de l'autre côté du Largo de São João Novo, se trouve le Palais São João Novo, construit à la fin du XVIIIe siècle, dans un style baroque que beaucoup attribuent à Niccolo Nasoni ; c'était un hôpital militaire pendant le siège de Porto, pendant les guerres libérales et, plus tard, le musée d'ethnographie.

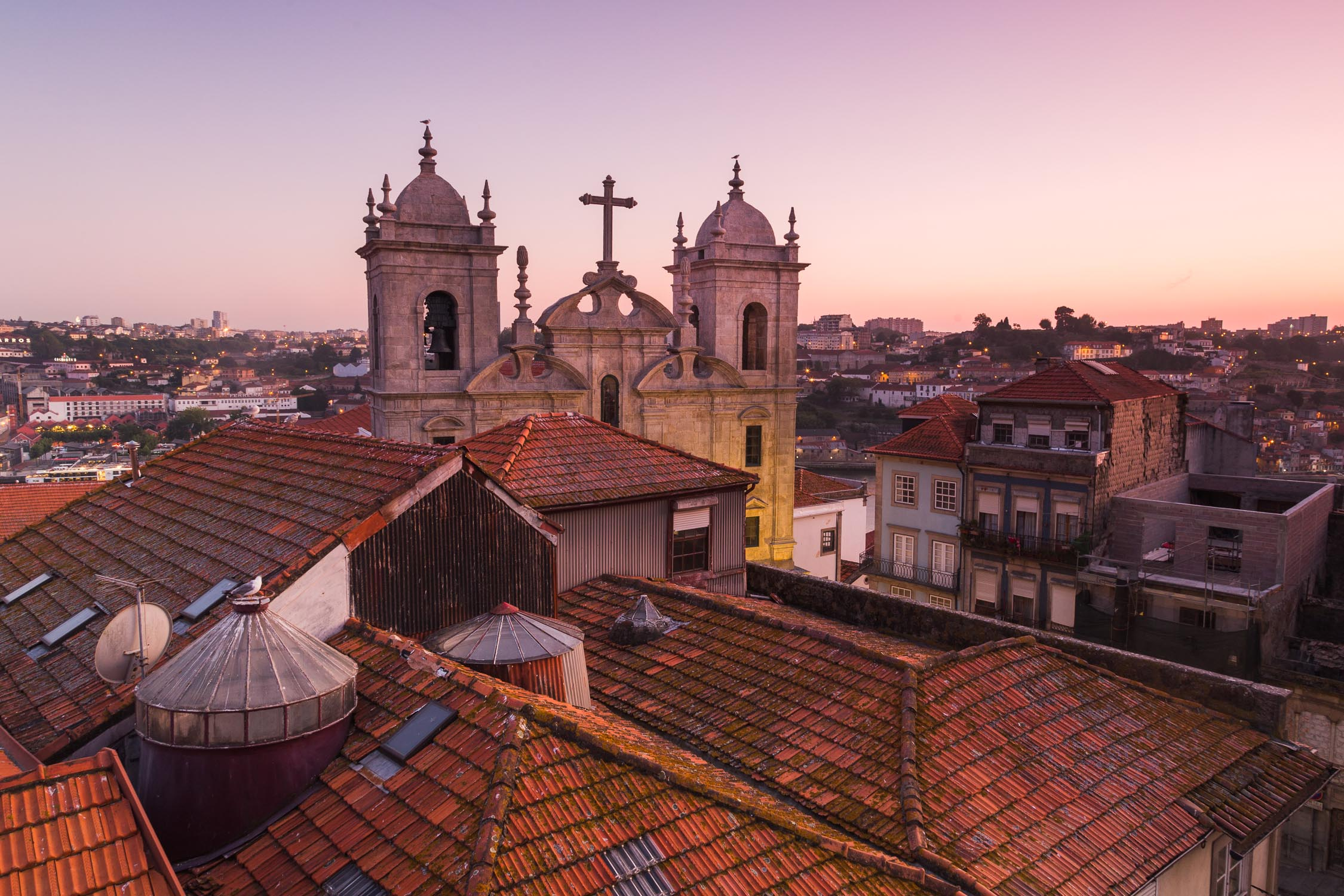
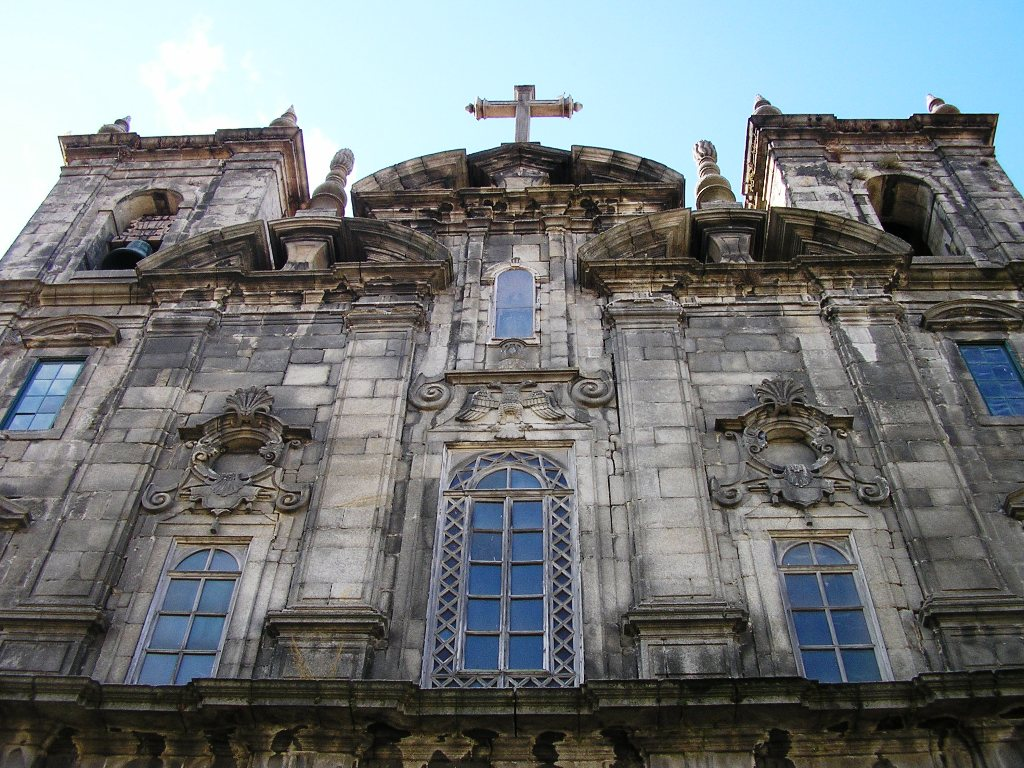
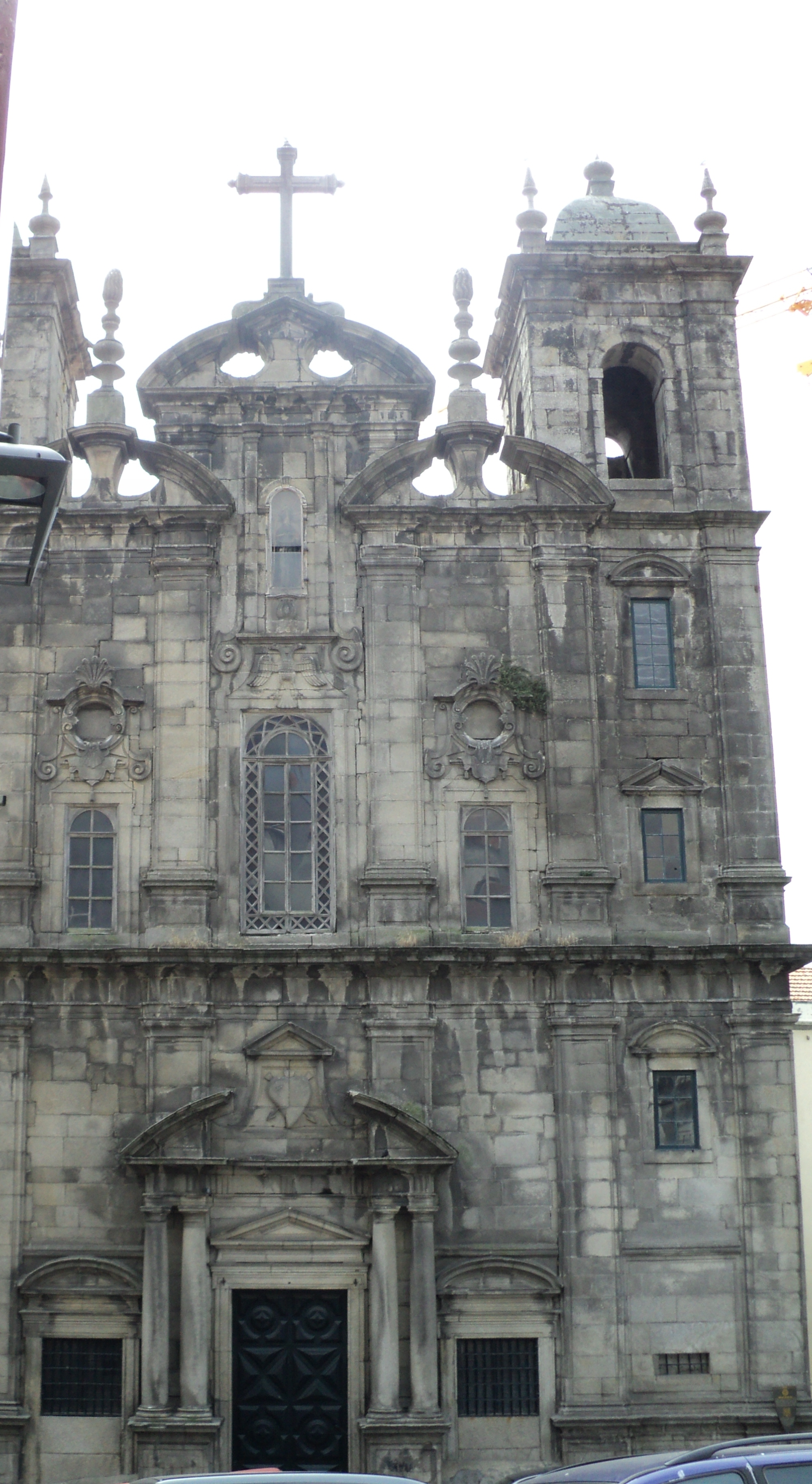